# كينيث إم. واتسون
كينيث إم. واتسون (بالإنجليزية: Kenneth M. Watson)‏ هو فيزيائي أمريكي، ولد في 7 سبتمبر 1921.